# امو (ایندیانا)
امو، ایندیانا (به انگلیسی: Amo, Indiana) یک شهرک در ایالات متحده آمریکا است که در Clay Township، شهرستان هندریکس، ایندیانا واقع شده‌است.

## خصوصیات
امو ۱٫۶۳ کیلومترمربع مساحت و ۴۰۱ نفر جمعیت دارد و ۲۵۱ متر بالاتر از سطح دریا واقع شده‌است.